# Ærø
Pour les articles homonymes, voir Aero.
Ærø (du danois Ær, érable, [réf. nécessaire] et Ø, île) est une île appartenant au Danemark et faisant partie de l'espace maritime Cattégat, Øresund et Belts. Elle a une longueur de côtes de 167 kilomètres, pour une superficie de 88 km2.
Administrativement, elle relève de la région du Danemark du Sud. Depuis le 1er janvier 2007, l'île appartient à la commune d'Ærø, qui rassemble également quelques îlots voisins. Cette commune compte environ 5 950 habitants (2021) dont la très grande majorité vit sur Ærø.

## Géographie
L'île fait partie de l'archipel du Sud de la Fionie (en danois : Sydfynske Øhav)  et borde le Petit Belt au sud-ouest et  la mer Baltique au sud-est. La longueur de l'île selon l'axe nord-ouest - sud-est est environ de 22 kilomètres et celle selon l'axe ouest-est de 11,5 kilomètres. Le paysage est dominé par des collines et on peut trouver trois petites villes sur l'île. La plus grande des trois est Marstal, avec plus de 2 000 habitants ; Ærøskøbing en compte un peu moins de 1 000 et Søby un peu moins de 500. On trouve aussi 14 villages et de nombreuses fermes sur l'île. Ærø est un endroit intéressant pour les randonnées et promenades à vélo et offre des plages silencieuses qui attirent les pêcheurs et les artistes.

Ærø.

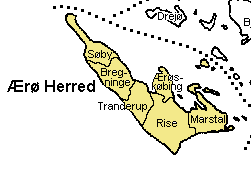
L'île d'Ærø a une superficie de 88 km2.

La ville d'Ærøskøbing représente le centre historique de l'île avec des petites routes de campagnes étroites et des maisons pittoresques du XVIIIe siècle. Le port principal de l'île est celui de Marstal qui constitue le centre économique de l'île.
Au point le plus élevé de l'île près de Molde se trouve le « banc de la paix » créé par le sculpteur Eric Brandt. Son but est d'inviter les gens à avoir un regard sur l'île et la mer et à méditer sur ce monde de paix.
Situé au sud de l'archipel de Fionie, Ærø est avantagé par un climat plutôt doux. Le nombre d'heures d'ensoleillement sur Ærø est supérieur à la moyenne du reste du Danemark, et la température moyenne annuelle est aussi plus élevée de quelques degrés par rapport à la moyenne nationale.

## Histoire

Drapeau d'Ærø

Les fouilles archéologiques ont révélé un ancien lieu de vie datant d'avant le VIIIe millénaire av. J.-C. On trouve quelques tumulus, tout comme dans les anciens lieux Ting.
Des reliques datant de l'Antiquité ont été découvertes à travers toute l'île. Les tumulus, tombes de passage, et dolmens sont les témoins d'une activité humaine il y a plus de 10 000 ans. Son histoire récente est assez intéressante, particulièrement la période des duchés. Pendant cette période, du XIVe siècle jusqu'en 1864, Ærø a été unifiée et séparée alternativement en de nombreuses enclaves. Ærø se trouvait alors en dehors des douanes du royaume, ce qui a conduit à un commerce de contrebande florissant qui était pour beaucoup d'habitants de l'île une source de revenu.
En 1629, la ville principale de l'île Ærøskøbing a brûlé dans un grand incendie. Il n'a existé aucun désastre comparable à celui-ci. En 1750, l'île qui avait été jusqu'alors divisée en enclaves appartenant à de nombreux duchés, a été réunie en une seule administration de district.
Jusqu'en 1864, Ærø appartenait au duché de Schleswig, la partie nord de Schleswig  correspond maintenant à partie sud du Jutland (Sønderjylland). Le cousin du roi Christian IV, aussi appelé tout simplement Christian, a été le Duc de Ærø de 1622 à 1633, et a vécu avec sa concubine Cathrine Griebels au manoir de Gråsten.
Lorsque le Duc mourut, une bannière composée de neuf pièces de vêtement fut trouvée à Gråsten. Elle était en trois couleurs, gouache, vert mer et jaune doré. Cette bannière a donné l'inspiration du drapeau d'Ærø que l'on voit à travers toute l'île aujourd'hui. Lorsque le Duc Christian meurt, Ærø a été distribuée à quatre de ses frères. Ceci explique pourquoi deux villes ont été développées sur l'île : Ærøskøbing et plus tard Marstal qui se sentent toutes deux être dans leur propre « pays ».
Le manoir de Gråsten a été aboli en 1766 et le bâtiment détruit. Le nom de Gråsten est toujours en vie de nos jours dans la ferme qui  se situe quasiment au même endroit que le manoir ducal. Le Gråsten d'aujourd'hui propose des gîtes ruraux avec chambres et petit-déjeuner.
En 1750 Ærø a été réunifié, et n'a plus été scindée depuis, c'est ce que l'on peut lire sur la pierre mémoriale de Olde Mølle (qui signifie Vieux Moulin). Au moment de l'union, l'ancien code de Jutland de 1241 a été réinstauré et encore aujourd'hui, certaines de ces règles sont encore valables. Dans son histoire récente, l'élément le plus important est le combat pour la survie de l'île en tant que faubourg. Les habitants ont montré clairement leur solidarité en l'an 2000 en manifestant contre la fermeture de l'école maritime de Marstal. Plus de deux mille habitants avaient fait le déplacement à Copenhague pour protester et convaincre les hommes politiques. L'école maritime a ainsi pu survivre.
Dans les années 2010, l'île se fait également connaître pour les mariages simples, rapides et peu onéreux qui y sont célébrés, permettant de doper l'activité touristique mais suscitant également des mises en garde, notamment face aux polémiques liées aux mariages blancs, certains réseaux mafieux y essayant d'en profiter pour permettre illégalement à des étrangers hors-UE de devenir citoyens européens. En juillet 2018, une loi portée par la ministre des Affaires sociales Mai Mercado est adoptée, afin de durcir les procédures de mariage, au grand dam des édiles de l'île, qui craignent que cela nuise à son économie. En 2019, une baisse de 75 % de mariages internationaux est observée.

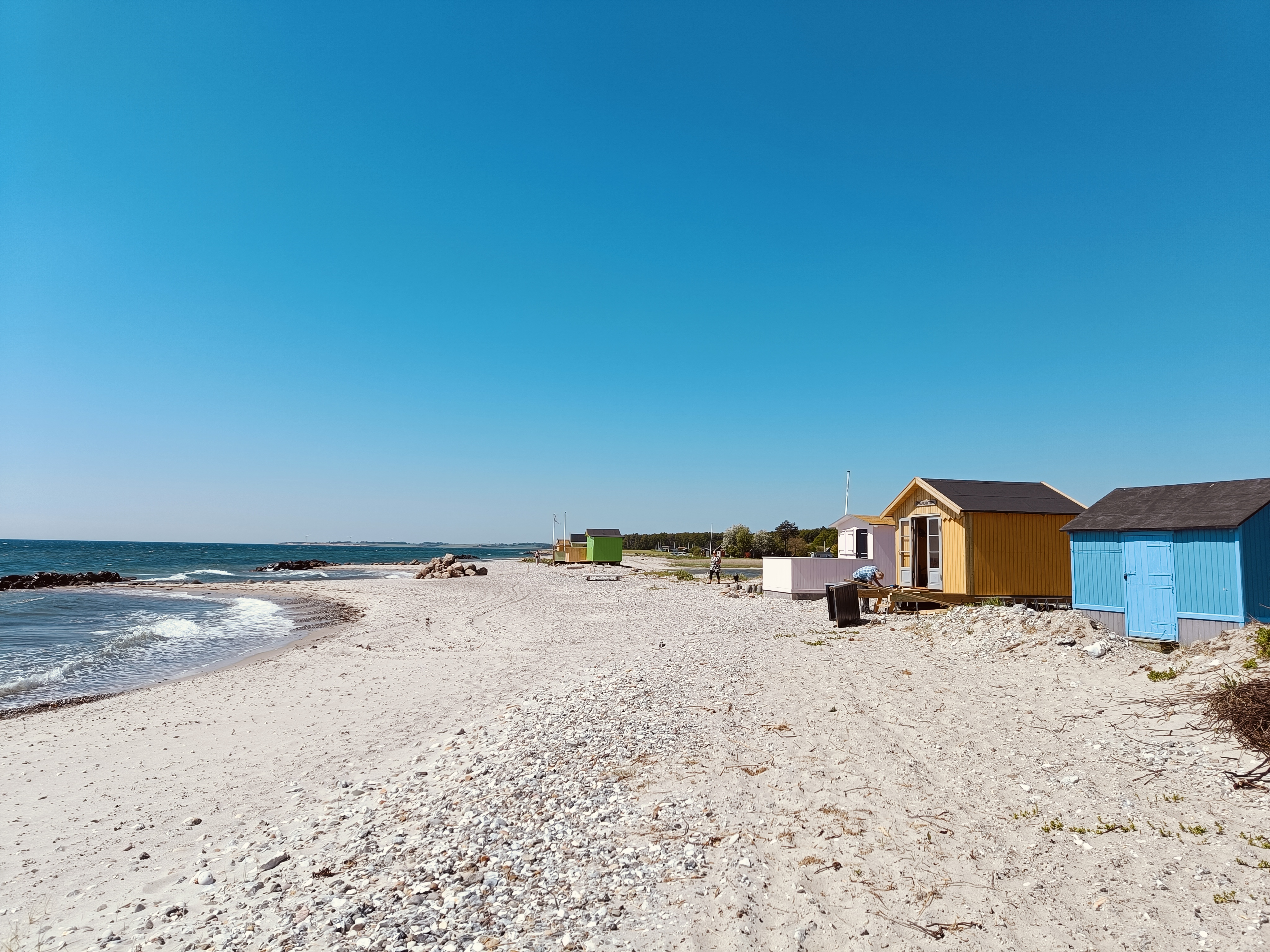
La plage de Marstal avec les cabanes de plage en cours de reconstructions après la tempête Babet

En octobre 2023, l'île est frappée par la tempête Babet provoque d'importants dégâts sur l'île, détruisant plusieurs routes et notamment et des infrastructures portuaires.

## Technologie et transport

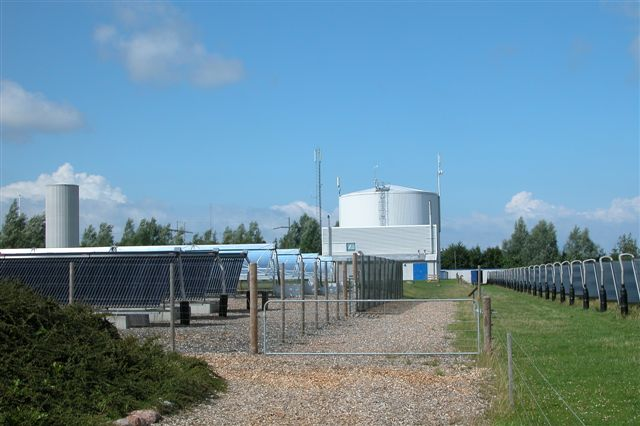
Énergie solaire, Marstal.
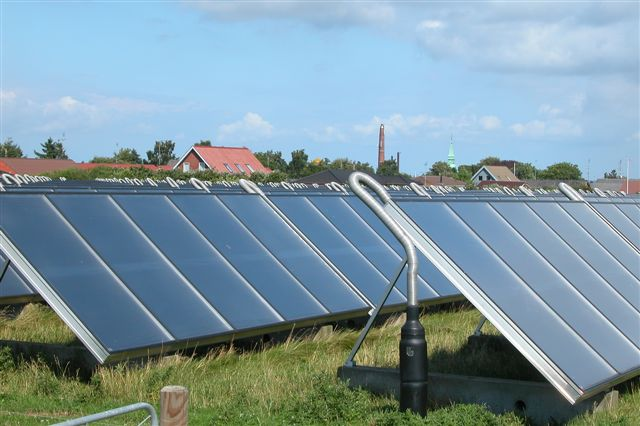
Énergie solaire, Marstal.
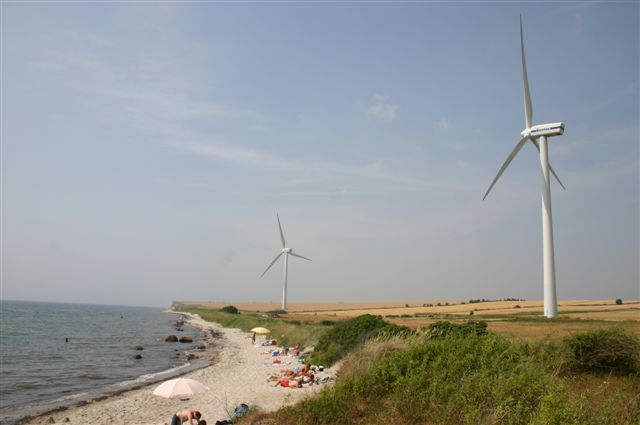
Énergie éolienne, Risemark.
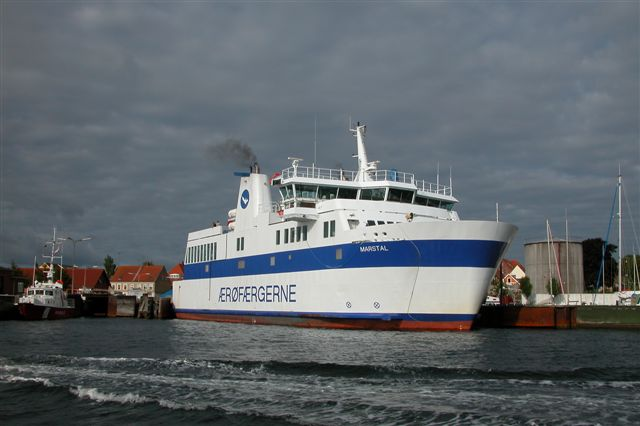
M/F Marstal.

Ærø possède l'une des plus grandes infrastructures du monde en matière d'énergie solaire à production d'eau chaude avec une surface de 33 000 m2, ce qui permet de fournir environ la moitié des besoins de Marstal.
Les deux municipalités d'Ærø tentent de faire en sorte que l'île puisse se suffire à elle-même en énergie, et en 2002 le chiffre de 40 % d'énergie renouvelable a été atteint. Ces initiatives ont entraîné une grande reconnaissance internationale et Ærø est considéré comme l'un des meneurs mondiaux de ce domaine.
Les trois premiers systèmes de chauffage à collecteurs solaires de Marstal ont été reconnus comme exemplaires au niveau international. Avec la quatrième tranche, le complexe est maintenant un des plus grands systèmes de chauffage thermique à capteurs solaires du monde.
Trois éoliennes modernes ont été érigées en 2002. La pointe de leurs ailes, en position abaissée, sont à 100 mètres du sol. L'énergie éolienne fournit 50 % de la consommation électrique de l'île.
Ærø est la seule île parmi les grandes îles danoises du Sud du pays à ne pas être reliée au reste du pays par un pont, et le trafic routier y est généralement faible. Il existe tout de même des liaisons en ferry pour les voitures qui relient l'île aux îles d'Als, de Fionie, et de Langeland. Ærø se situe dans une zone de pêche populaire : la Sydfynske Øhav, l'archipel du Sud de la Fionie. On trouve également un petit aéroport avec des pistes d'atterrissage en herbe près de Marstal.

## Galerie

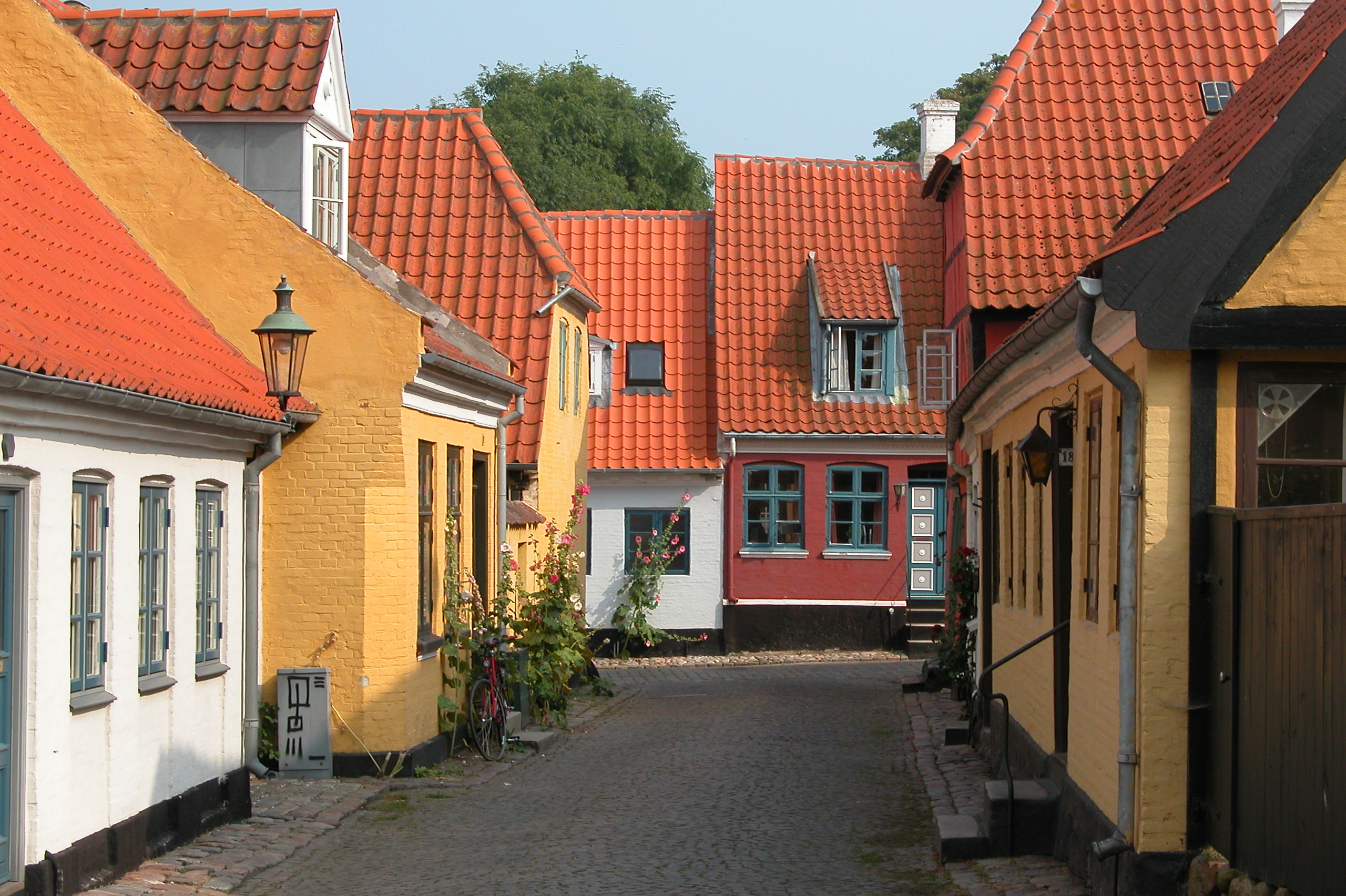
Ærøskøbing.
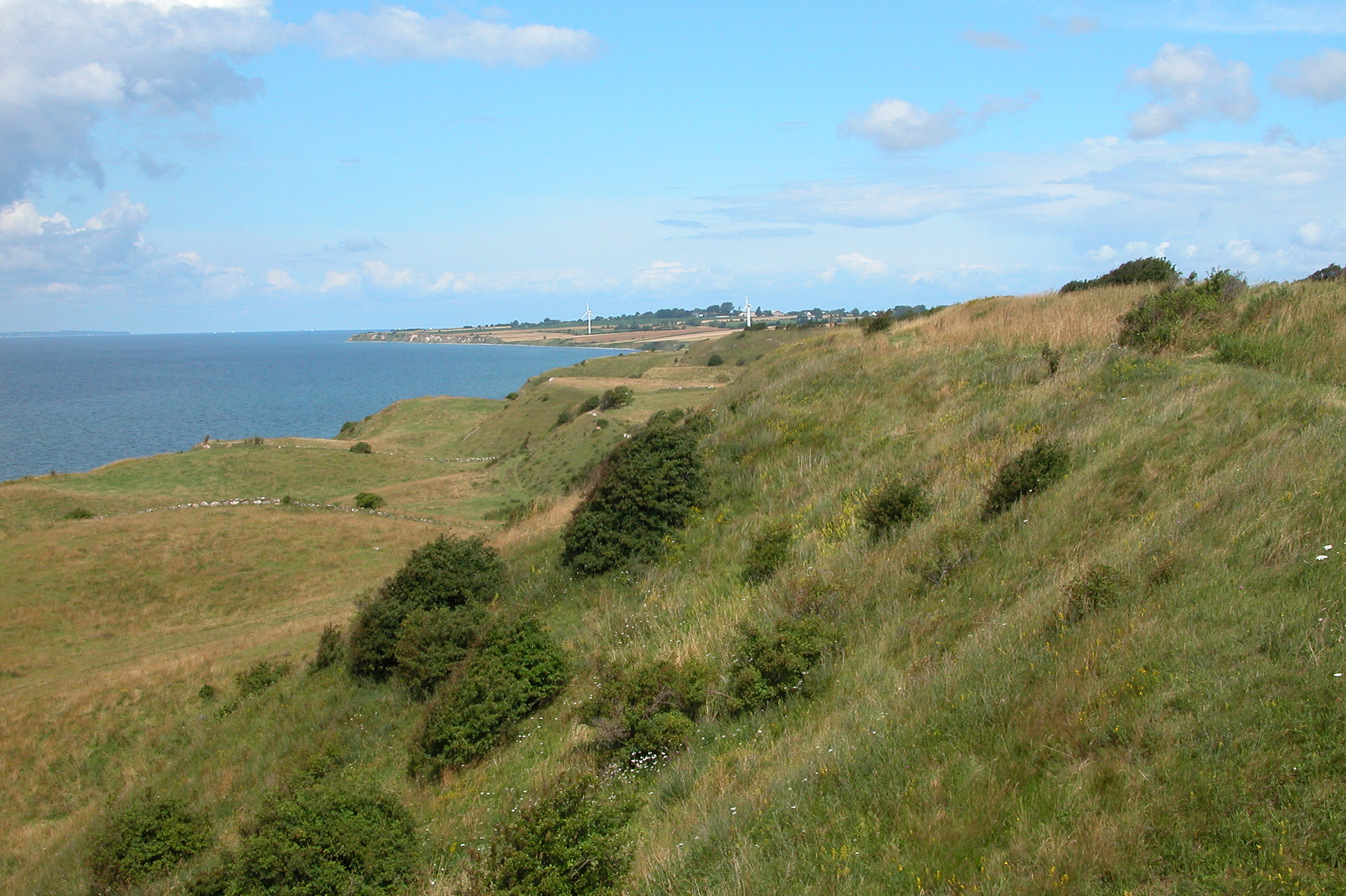
Voderup klint.
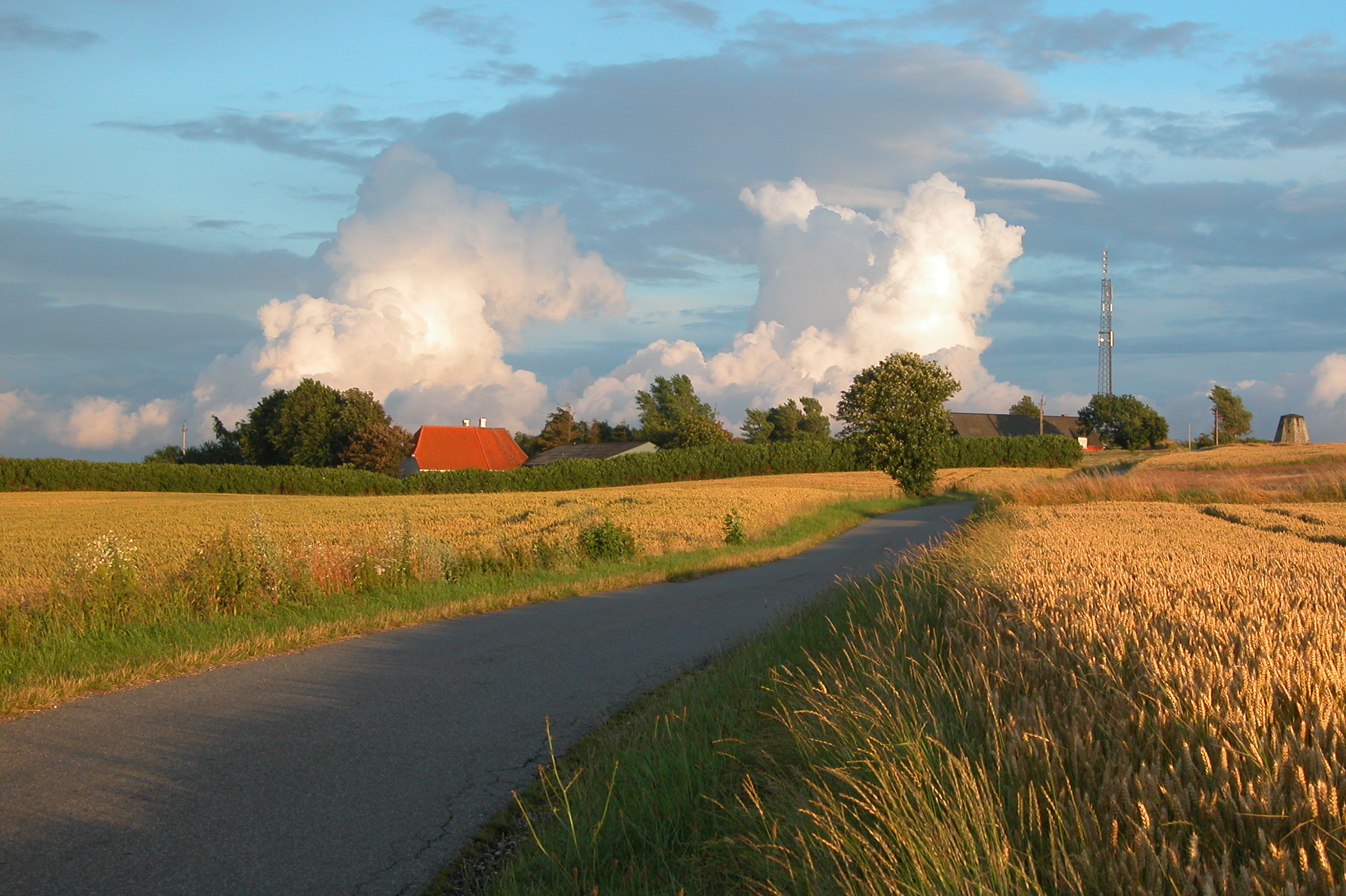
Bregninge.